# Maratea
Maratea  város (közigazgatásilag község, azaz comune) Olaszország Basilicata régiójában, Potenza megyében. Basilicata régió egyetlen tirrén-tengeri települése. Maratea a régió egyik legnépszerűbb turisztikai célpontja, gyakran a Tirrén-tenger gyöngyszemeként is emlegetik.

## Fekvése
Basilicata régió egyetlen települése, amelynek kijárata van a Tirrén-tengerre. Határai: Rivello, Sapri, Tortora és Trecchina.

## Története
A település elődje a mai San Biagio frazioné területén álló egykori ókori görög település volt. Egyes történészek szerint a 8. században elpusztított Blanda helyén épült ki, amely az egyik legjelentősebb dél-itáliai püspöki székhely volt.

## Népessége
A népesség számának alakulása:

## Főbb látnivalói
- Palazzo Picone
- Palazzo d’Orlando
- Palazzo de Lieto
- Santa Maria Maggiore-katedrális (13-14. század)
- San Vito-templom (11-12. század)
- Il Guttro (kis tengerparti barlang)
- a történelmi központ (Marathia Inferior)
- Megváltó-szobor